# Контех
КОНТЕХ је сајам запошљавања и стручних пракси, који се одржава једном годишње на Факултету техничких наука у Новом Саду. Организује га EESTEC LC Novi Sad (Удружење студената електротехнике Европе — Локални комитет Нови Сад). Посетиоцима нуди могућност да лично остваре контакт са послодавцима, као и да им оставе своју радну биографију. Биографије се могу оставити у папирној или електронској форми - на званичној интернет презентацији сајма.
Назив сајма је скраћеница од КОНтакти у ТЕХници. Први сајам одржан је у децембру 2006. године.

## Радионице и презентације
Саставни део сајма су и радионице, на којима се заинтересованима нуди помоћ у разним областима везаним за проналазак посао, као што су писање радне биографије и разговор са послодавцем. Ове радионице се одржавају како за време самог сајма, тако и у току целе године, у најављеним терминима. Редовни предавачи су Национална служба за запошљавање и Центар за истраживање и комуникацију ТИМ.
Сајам нуди компанијама учесницама могућност да заинтересованима представе свој рад путем презентација.

## Спонзорства
Организација сајма се финансира од стране компанија које учествују на сајму. Сајам је потпомогнут и од стране факултета, који је и суорганизатор. Поред овога, сајам помажу градске, покрајинске и државне институције. Робна спонзорства пружају произвођачи хране и пића. Сајам промовишу бројни медијски покровитељи.